# Hypanus sabinus

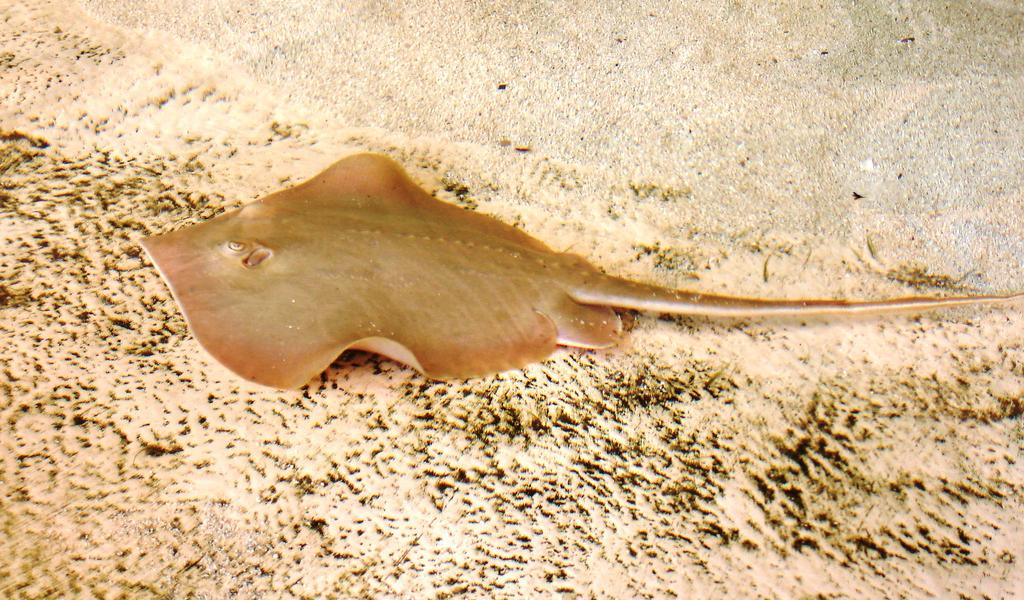

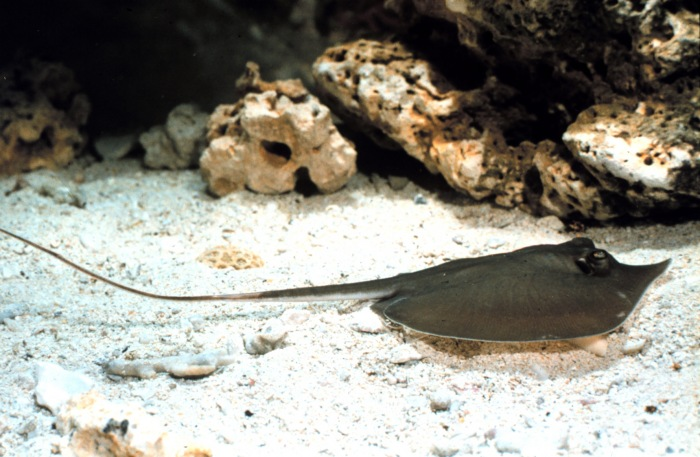

Hypanus sabinus es una especie de pez de la familia Dasyatidae en el orden de los Rajiformes.

## Morfología
Los machos pueden llegar alcanzar los 61 cm de longitud total y 4.870 g de peso.

## Reproducción
Es ovíparo.

## Alimentación
Come anémonas, poliquetos, pequeños crustáceos  almejas.

## Depredadores
Es depredado por Carcharhinus leucas .

## Hábitat
Es un pez de mar y de clima subtropical y demersal que vive hasta los 25 m de profundidad

## Distribución geográfica
Se encuentra en el Océano Atlántico occidental: desde la Bahía de Chesapeake hasta el sur de Florida y el Golfo de México.

## Observaciones
Es inofensivo para los humanos.